# Ploma
|  | Aquest article tracta sobre la part del cos dels ocells. Vegeu-ne altres significats a «Ploma (desambiguació)». |

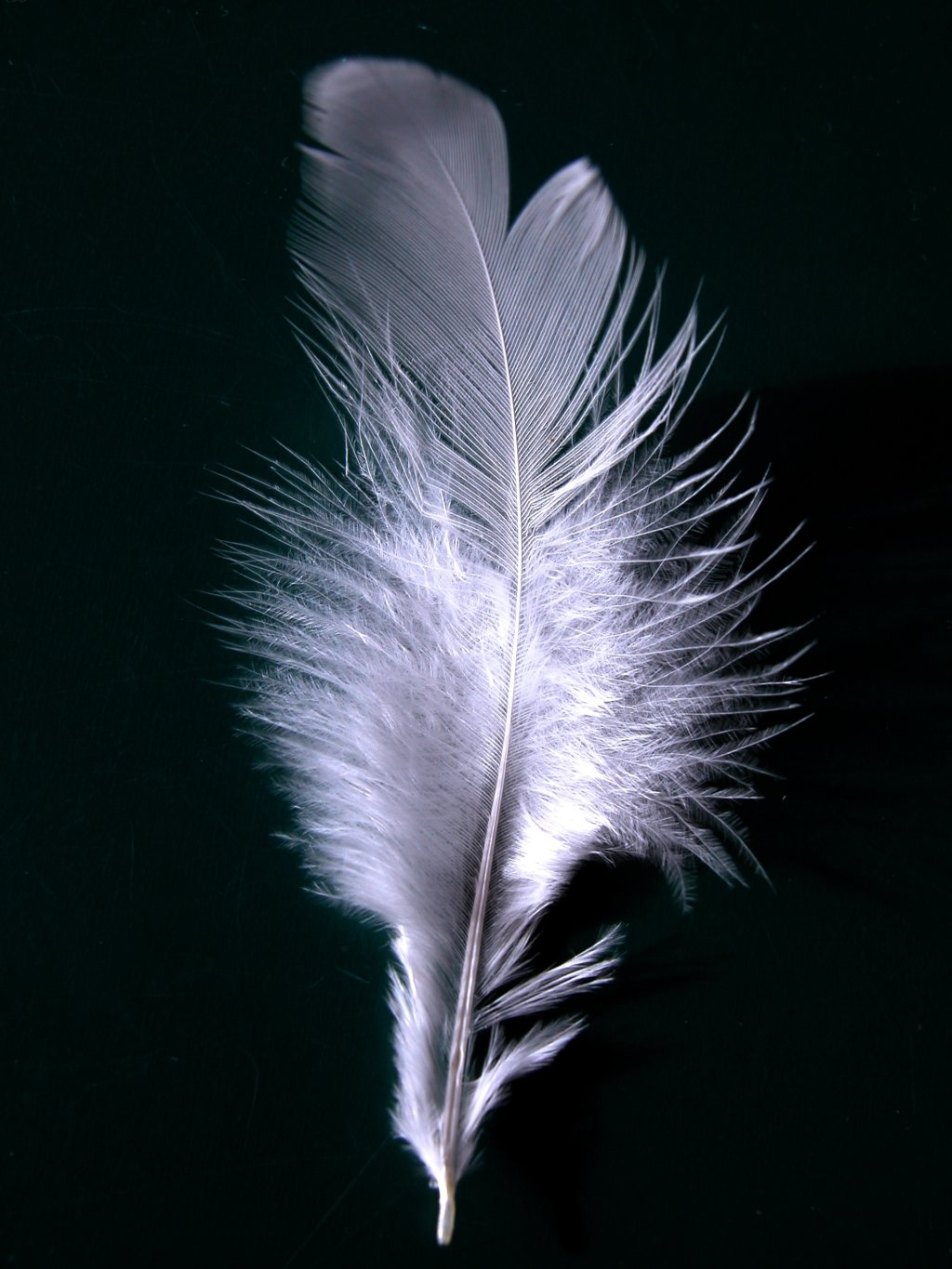
Una ploma

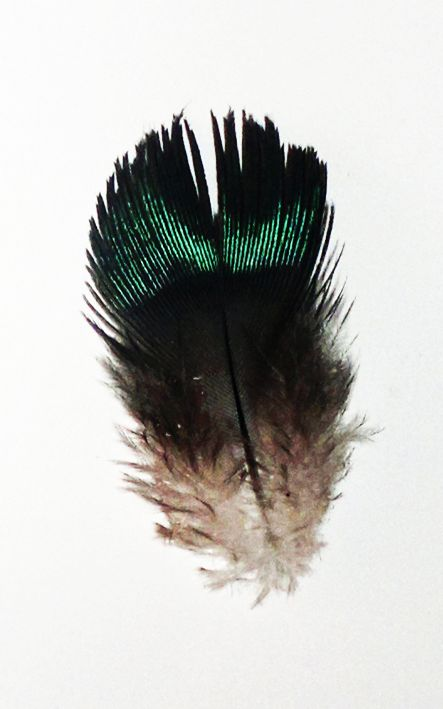
Ploma cobertora terciària d'un colom

Les plomes són estructures queratinoses de la pell dels ocells i altres dinosaures teròpodes. Són les estructures tegumentàries més complexes que es troben en els vertebrats i un exemple de novetat evolutiva complexa.
Són fonamentals per al vol, atès que formen la superfície sustentadora de l'ala. El plomatge forma una capa densa, aïllant, que protegeix l'animal contra l'aigua i el fred, però també tenen altres funcions relacionades amb el seu color i la seva vistositat, com ara el reconeixement entre els membres de la mateixa espècie, el camuflatge, la diferenciació de sexes i la cerca de parella.
Per complir amb èxit la seva funció, les plomes tenen un disseny especial, amb un canó central que les fa alhora resistents i flexibles, guarnit a banda i banda amb tot de filaments molt prims que són les barbes. Les barbes pesen molt poc i s'enganxen entre elles amb tot de ganxos diminuts fins a formar una superfície molt lleugera, però, en canvi, molt resistent.

## Classificació
Existeixen diferents tipus de plomes:
- Penna: són les plomes més grosses dels ocells i estan situades en les extremitats de les ales i a la punta de la cua. La seva funció principal és dirigir el vol.
- Plomissol o plomissó: plomes petites dels ocellets de niu; plomes petites i finíssimes que tenen els ocells sota les plomes grans. Treballa com un isolant tèrmic i és molt més abundant en els pollets que han mester de mantenir al màxim l'escalfor que crea el seu cos. La pelussa o fluixell són les plometes naixents dels ocells.
- Cobertora: recobreixen i protegeixen tot el cos.

## Funcions

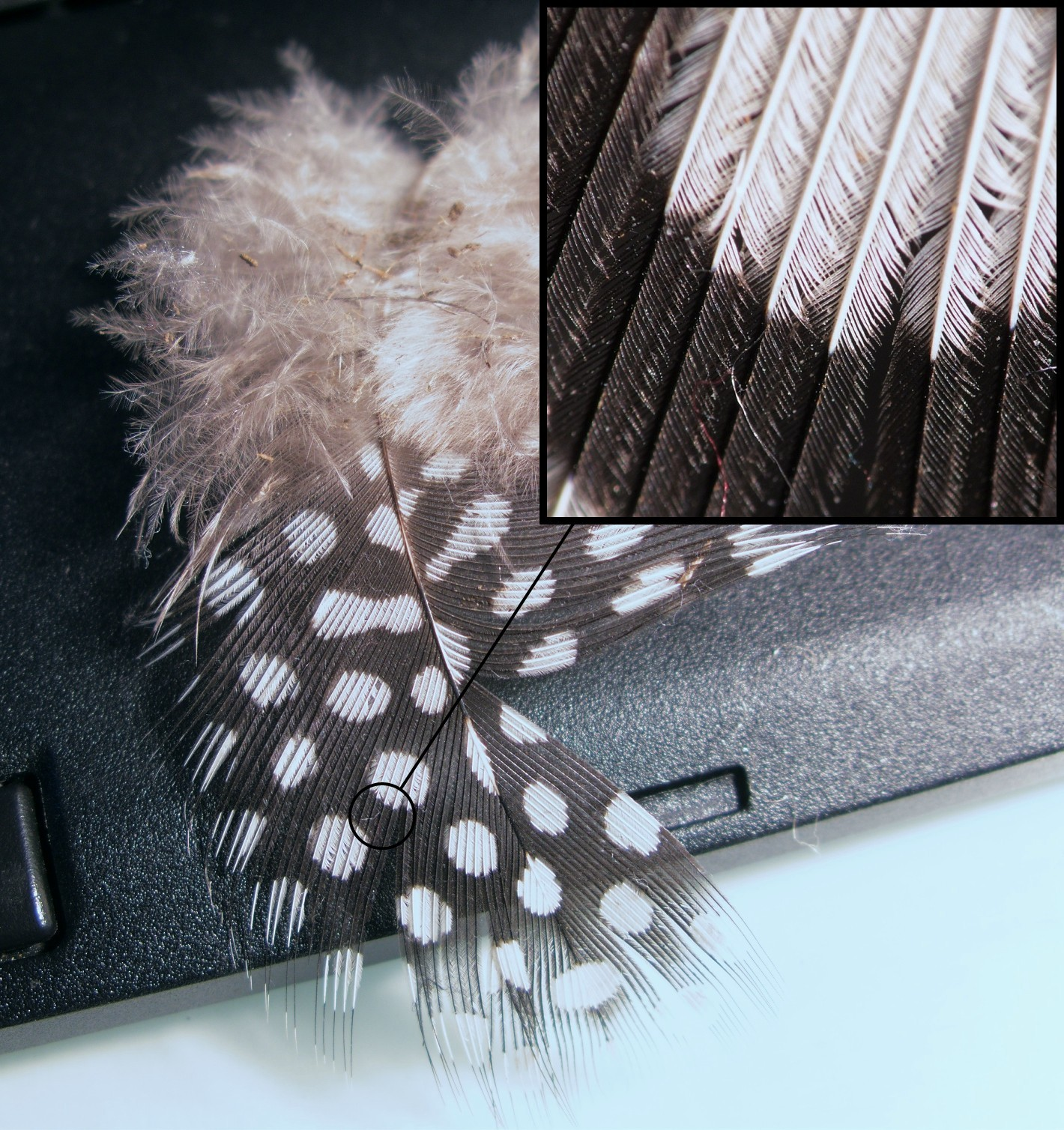
Una ploma de contorn d'una gallina de Guinea

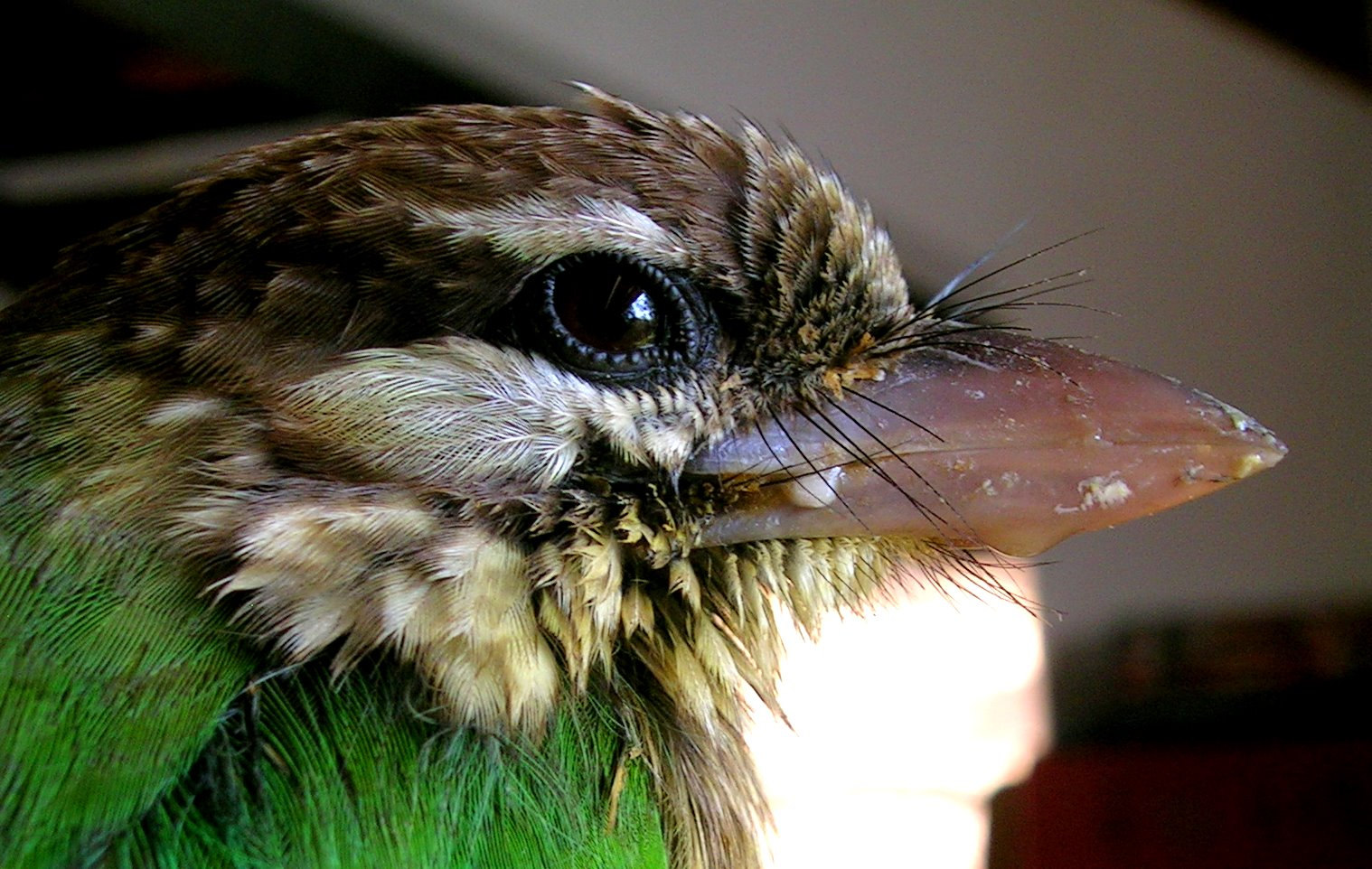
Vista d'un barbut verd galtablanc

Les plomes aïllen els ocells de l'aigua i les temperatures fredes. També es poden fer servir per alinear el niu i proporcionar aïllament als ous i les cries. Les plomes individuals de les ales i la cua tenen un paper important en el control del vol. Algunes espècies tenen una cresta de plomes al cap. Encara que les plomes són lleugeres, el plomatge d'un ocell pesa dues o tres vegades més que el seu esquelet, ja que molts ossos són buits i contenen sacs d'aire. Els patrons de color serveixen de camuflatge contra els depredadors per als ocells als seus hàbitats i serveixen de camuflatge per als depredadors que busquen menjar. Igual que amb els peixos, els colors superior i inferior poden ser diferents, per tal de proporcionar camuflatge durant el vol. Les diferències sorprenents en els patrons i colors de les plomes formen part del dimorfisme sexual de moltes espècies d'ocells i són especialment importants en la selecció de parelles d'aparellaments. En alguns casos, hi ha diferències en la reflectivitat UV de les plomes entre sexes, tot i que no s'observen diferències de color en el rang visible. Les plomes de les ales dels manaquins masculins Machaeropterus deliciosus tenen estructures especials que s'utilitzen per produir sons per estridulació.
Alguns ocells tenen plomes que creixen contínuament, amb petites partícules que es desprenen regularment dels extrems de les bàrbules. Aquestes partícules produeixen una pols que tamisa les plomes del cos de l'ocell i actua com a agent impermeabilitzant i condicionador de plomes. El plomall en pols ha evolucionat de manera independent en diversos tàxons i es pot trobar tant en plomes com en plomes pennàcies. Poden estar escampats pel plomatge com en els coloms i els lloros o en taques localitzades al pit, el ventre o els flancs, com en les garses i les boques de granota. Les garses utilitzen el bec per trencar les plomes en pols i per estendre-les, mentre que les cacatues poden utilitzar el seu cap com a pols per aplicar la pols. La impermeabilització es pot perdre per l'exposició a agents emulsionants a causa de la contaminació humana. Aleshores, les plomes es poden inundar d'aigua, fent que l'ocell s'enfonsi. També és molt difícil netejar i rescatar els ocells les plomes dels quals s'han embrutat pels vessaments de petroli. Les plomes dels corbs marins absorbeixen l'aigua i ajuden a reduir la flotabilitat, cosa que permet així que els ocells nedin submergits.
Les punxes són plomes rígides i afilades amb un gran raquis. Les rictals es troben al voltant dels ulls i el bec. Poden tenir un propòsit similar a les pestanyes i les vibrisses dels mamífers. Tot i que encara no hi ha proves clares, s'ha dit que tenen funcions sensorials i poden ajudar els ocells insectívors a capturar preses. En un estudi, es va trobar que els papamosques del salze ( Empidonax traillii ) capturaven insectes igualment bé abans i després de l'eliminació d'aquestes punxes.
Els podicipediformes són peculiars pel seu hàbit d'ingerir les seves pròpies plomes i alimentar-les a les seves cries. Les observacions sobre la seva dieta de peixos i la freqüència de menjar plomes suggereixen que la ingestió de plomes, especialment cap avall dels seus flancs, ajuda a formar una substància fàcilment expulsable.

## Ús humà

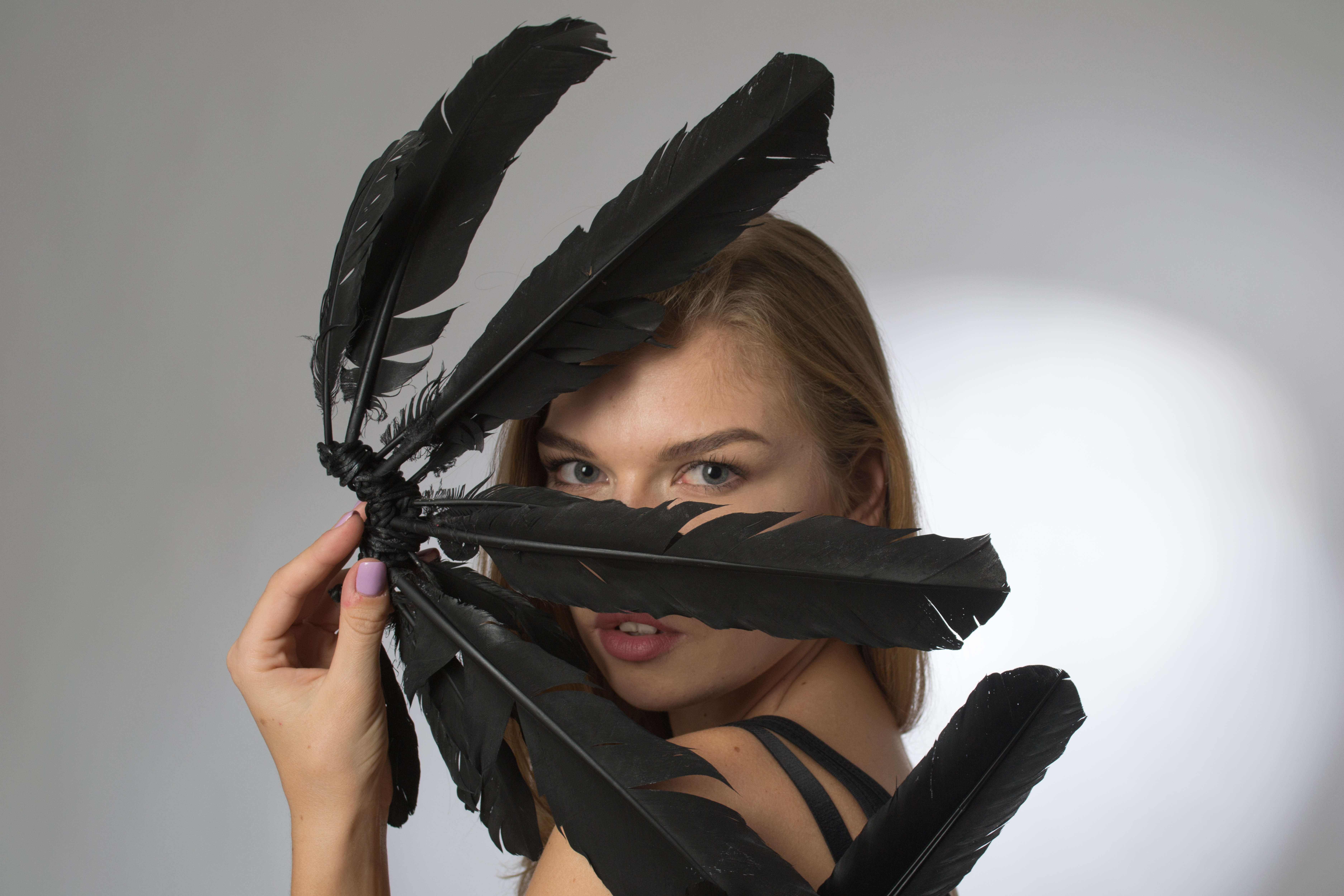
Model femení amb plomes

### Utilitari
Les plomes dels ocells s'han utilitzat durant molt de temps per fer fletxes. Per decorar els esquers de pesca s'han utilitzat plomes de colors com les dels faisans.
Les plomes també són valuoses per ajudar a la identificació d'espècies en estudis forenses, especialment en els impactes d'ocells amb avions. Les proporcions dels isòtops d'hidrogen a les plomes ajuden a determinar els orígens geogràfics dels ocells. Les plomes també poden ser útils en el mostreig no destructiu de contaminants.
La indústria avícola produeix una gran quantitat de plomes com a residus, que, com altres formes de queratina, tarden a descompondre's. Els residus de plomes s'han utilitzat en diverses aplicacions industrials com a mitjà per al cultiu de microbis, polímers biodegradables i la producció d'enzims. Les proteïnes de plomes s'han provat com a adhesiu per a taulers de fusta.
Alguns grups d'indígenes d'Alaska han utilitzat plomes de ptarmogen com a tremp (additius no plàstics) en la fabricació de ceràmica des del primer mil·lenni aC per tal de promoure la resistència i la resistència al xoc tèrmic.

### Religió i cultura

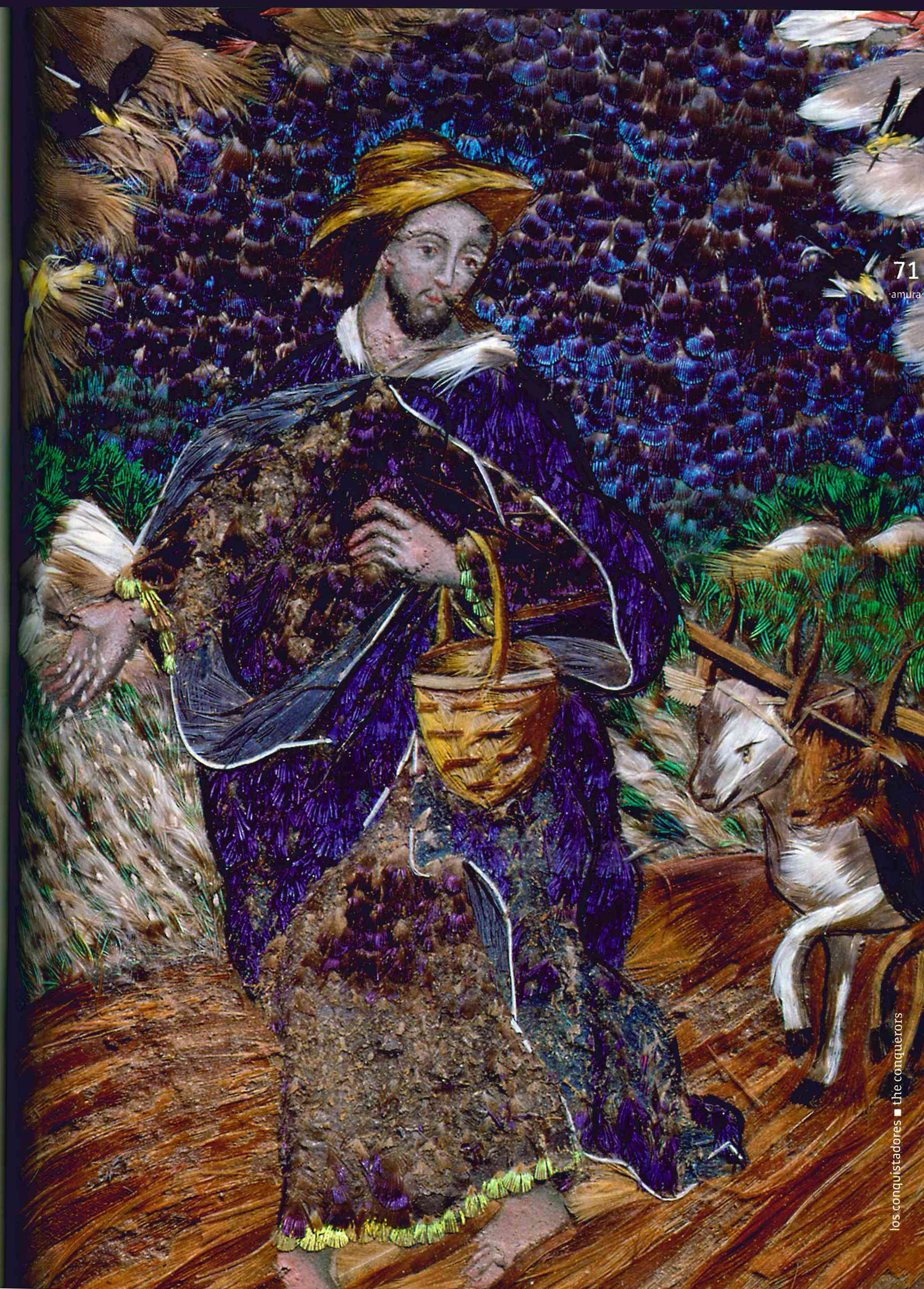
Pintura mexicana de plomes d'Isidre el Treballador feta amb plomes d'ànec, colibrí i canari. Aquest estil de pintura, popular durant l'època novohispànica, integra el treball de plomes d'origen prehispànic amb la iconografia cristiana. Segle XVIII, Museu Soumaya

Les plomes d'àguila tenen un gran valor cultural i espiritual per als nadius americans als Estats Units i els pobles de les Primeres Nacions al Canadà com a objectes religiosos. Als Estats Units, l'ús religiós de les plomes d'àguila i de falcó es regeix per la llei de plomes d'àguila, una llei federal que limita la possessió de plomes d'àguila als membres certificats i inscrits de tribus natives americanes reconegudes federalment.
A Amèrica del Sud, les cerveses elaborades amb plomes de còndors s'utilitzen en medicaments tradicionals. A l'Índia, les plomes del paó de l'Índia s'han utilitzat en la medicina tradicional per a la mossegada de serps, la infertilitat i la tos.
Se sap que els membres del clan Campbell d'Escòcia porten plomes a la gorra per significar l'autoritat dins del clan. Els caps de clan en porten tres, els caps secundaris dos i un armíger en porta una. Qualsevol membre del clan que no compleixi els criteris no està autoritzat a portar plomes com a part de la vestimenta tradicional i fer-ho es considera presumptuós.
Durant els segles XVIII, XIX i principis del XX, hi va haver un auge del comerç internacional de plomes per a barrets de dones extravagants i altres barrets, que va tenir relació amb la moda victoriana. Frank Chapman va assenyalar l'any 1886 que s'utilitzaven plomes de fins a 40 espècies d'ocells en aproximadament tres quartes parts dels 700 barrets de dona que va observar a la ciutat de Nova York. Per exemple, les plomes de colibrís sud-americans es van utilitzar en el passat per vestir alguns dels ocells en miniatura que apareixen a les caixes d'ocells cantants. Aquest comerç va provocar greus pèrdues a les poblacions d'ocells (per exemple, garcetes i grues cridaneres). Els conservacionistes van liderar una campanya important contra l'ús de plomes als barrets. Això va contribuir a l'aprovació de la Llei Lacey el 1900 i als canvis en la moda. Aleshores, el mercat de plomes ornamentals es va enfonsar.
Més recentment, el plomatge del gall s'ha convertit en una tendència popular com a accessori de pentinat, amb plomes que abans s'utilitzaven com a esquers de pesca ara s'utilitzen per donar color i estil als cabells.
La fabricació de productes de plomes a Europa ha disminuït en els darrers seixanta anys, principalment a causa de la competència d'Àsia. Les plomes han adornat els barrets en molts esdeveniments de prestigi com ara casaments i Dia de les Dones als hipòdroms (Royal Ascot).